# Törnevalla kyrka
Törnevalla kyrka är en kyrkobyggnad i Törnevalla socken i Linköpings kommun, Östergötland. Kyrkan ligger 1,5 mil nordöst om Linköping och tillhör Åkerbo församling i Linköpings stift. 

## Kyrkobyggnaden

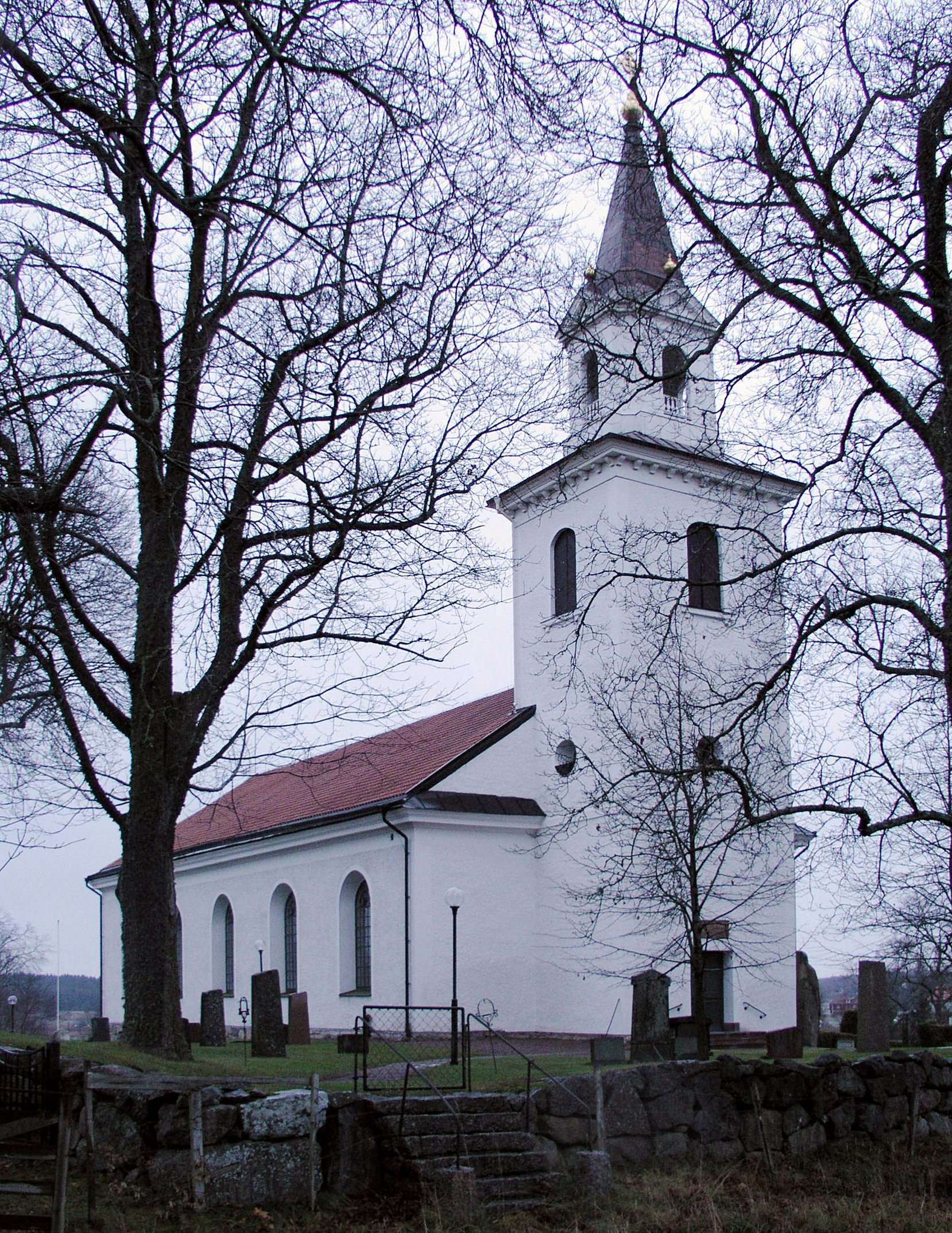
Kyrkobyggnaden sedd från nordväst.

Törnevalla kyrka, även kallad Carl Johans kyrka efter den vid uppförandet blivande konungen Karl XIV Johan, då kronprins, ligger i en öppen, småbruten slättbygd med talrika skogsbackar. Den enskeppiga kyrkan har torn i väster och smalare halvrunt kor i öster. Under koret ligger sakristian.
Ingångar finns både via vapenhuset i tornets bottenvåning och direkt genom södra kyrkoväggen. Långhusets stora rundbågiga fönster och tunnvälvda tak ger ljus och rymd åt kyrkorummet. Under orgelläktaren i väster finns väntrum, toalett och kyrkovaktmästarexpedition.

## Historik
En föregångare till nuvarande kyrka uppfördes under 1100-talet. Av denna återstår inte mycket, endast nedre delen av tornet samt delar av långhusets västra gavel och av korets östra. Utvändigt anar man knappast tornets härstamning men invändigt kan man upptäcka vissa spår, till exempel av den ursprungliga bjälklagsindelningen. Man kan också se en öppning i östmuren mot det medeltida långhuset. Dessa rester, murningstekniken och tornets proportioner med mera antyder en möjlig tillkomst vid 1100-talets mitt. Till tornet var ett romanskt långhus anslutet, i öster sannolikt avslutat med ett smalare absidförsett kor.
Det gamla koret revs sannolikt under senmedeltiden och ett nytt bredare uppfördes. Under senmedeltiden försågs kyrkan också med tegelvalv.
Under 1600-talet tillkom en predikstol. Denna ersattes 1733 med en ny skapad av bildhuggaren Niclas Österbom. Den gamla predikstolen såldes 1742 eller 1744 till Börrums församling. 

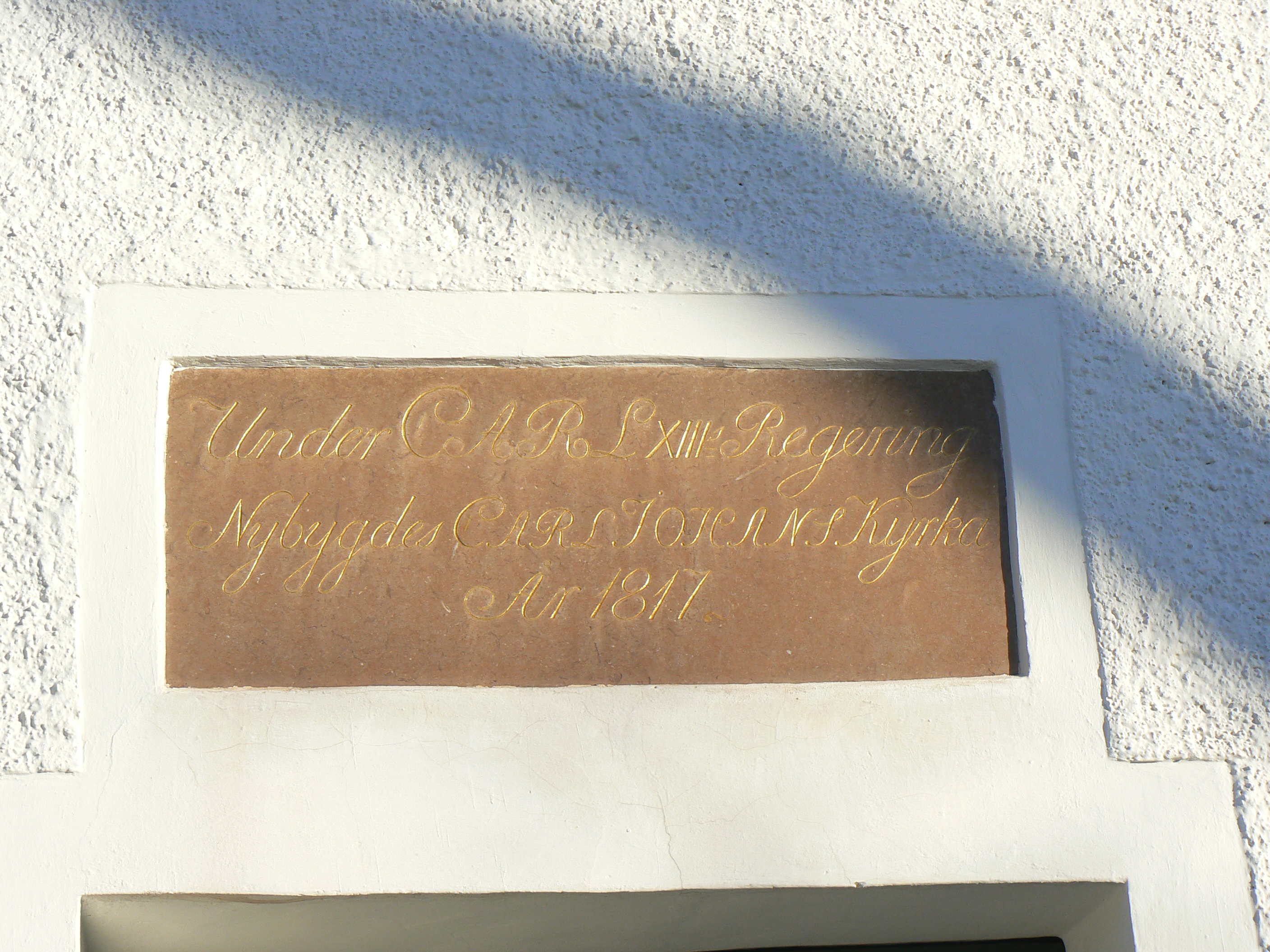
Minnesinskription över den nya kyrkans ibruktagande 1817

I slutet av 1700-talet diskuterades i församlingen om man inte borde förbättra eller bygga om den ”bristfälliga” kyrkan. Vid en sockenstämma i juli 1797 föreslog byggmästaren Casper Seurling att man med behållande av den gamla kyrkans nordmur och en del av östgaveln skulle uppföra en ny kyrka. Detta förslag godtogs emellertid inte av Öfverintendentsämbetet i Stockholm, som i stället lät upprätta ett eget förslag i strängt nyantik anda. Sockenborna föredrog dock Seurlings förslag. Nybyggnadsplanerna lades tills vidare på is men tinades upp igen 1811 och år 1813 lades grunden till en ny kyrka. Men snart visade det sig dock att det var olämpligt att använda delar av nordmuren, i stället skulle tornet få stå kvar. Beslut om rivning av den gamla kyrkan fattades 1815 och byggnadsarbetena kunde snart börja på allvar. År 1817 stod den nya kyrkan klar. Från gamla kyrkan överfördes Niclas Österboms predikstol, som på församlingens begäran sattes upp ovanför altaret omgiven av två målningar, Kristi bön i Getsemane och Bergspredikan av Pehr Hörberg från 1815, resp. 1804. Bergspredikan målades ursprungligen för Gistads kyrka men kom inte till användning där.
Under 1860-talet revs överdelen av tornet och den nuvarande tillkom. År 1909 omgestaltades koret, varvid predikstolen flyttades till nordväggen och den ena av Hörbergs altartavlor, Kristi bön i Getsemane ställdes undan i tornet. De tidigare slutna kyrkbänkarna byttes ut mot mera öppna. År 1952 renoverades sakristian. År 1970 gjordes en del förändringar i korpartiet och nya lokaler inreddes under orgelläktaren. År 1979 uppsattes ett gallerverk vid nedgången till sakristian.

## Inventarier
- Evangelistsymbol av ek, provinsiellt arbete från 1400-talet, (bilder).
- Krucifix från 1400-talets senare hälft eller omkring 1500, omarbetad kopia av ett höggotiskt krucifix.
- Predikstol ursprungligen tillkommen 1733 men under årens lopp kraftigt förändrad. Av den ursprungliga utsmyckningen har ett krucifix satts upp på väggen invid predikstolen. Övriga skulpturer har magasinerats.
- Altaret från 1817, klätt med polerad brun kalksten, ett arbete av stenhuggare Erik Hultsten, gåva av regementsläkare, Johan Christian Wittkoph.
- Altartavla, visande Jesu bergspredikan, målad av Pehr Hörberg 1804 för Gistads kyrka och skänkt till Törnevalla 1836.
- Dopfunt av grön kolmårdsmarmor, skänkt 1953.
- Gallerverk vid sakristienedgången från 1979, ritat av arkitekt Zeyd Ahsen-Böre, Linköping och tillverkat av smidesmästare Viking Liljegren, Vimmerby.
- Vävnad, Födelsen av konstnären Siri Sörqvist, Törnevalla, uppsatt vid dopfunten 1980.
- I kyrkans torn hänger två kyrkklockor, gjutna år 1780 respektive 1926.

## Orgel
- 1647: Enligt Abraham Abrahamsson Hülphers sätter orgelbyggare Casper Frager för 400 daler upp ett mindre 4-stämmigt orgelverk i kyrkan.[1] Enligt Carl Fredric Broocman består orgelverket (1760) av 4 stämmor och är så gammalt, at thet redan år 1647 blfwit repareradt; gjör således föga eller alsingen nytto wid sången i en stor Församling.
- 1833: Orgelbyggare Gustaf Andersson, Stockholm (1797-1872), bygger en 1-manualig 13-stämmig orgel på västläktaren i nya kyrkan. Spelbordet är infällt i fasaden.
- 1949: Firma Olof Hammarberg, Göteborg, bygger en 2-manualig, 24-stämmig rörpneumatisk orgel med fristående spelbord. Fasaden med kvarvarande infällt stumt spelbord liksom en stor del av pipverket emanerar från Gustaf Anderssons instrument.

Nuvarande disposition:
| Huvudverk (I) C-g³                      | Svällverk (II) C-g³ | Pedal C-f¹           | Koppel    |
| Kvintadena 16' (1833)                   | Rörflöjt 8'         | Principal 16'        | I/P       |
| Principal 8'                            | Fugara 8’           | Subbas 16'           | II/P      |
| Gedakt 8’                               | Principal 4'        | Oktava 8’            | II/I      |
| Oktava 4’ (1833)                        | Gemsflöjt 4'        | Koralbas 4'          | 4’ II/I   |
| Spetsflöjt 4' (1833)                    | Nasard 2 2/3'       | Blockflöjt 2'        | 16’ II/II |
| Kvinta 2 2/3'                           | Waldflöjt 2’ (1833) | Basun 16’ (1833)     | 4’ II/P   |
| Oktava 2' (1833)                        | Ters 1 3/5’         |                      |           |
| Mixtur IV chor. 1 1/3’ + 1’ + 2/3’ + ½’ | Cymbel III chor.    |                      |           |
| Trumpet 8'                              | Krumhorn 8’         | Registersvällare     |           |
|                                         | Tremulant           | 2 fria kombinationer |           |
|                                         | Crescendosvällare   | Autom. pedalväxl.    |           |

## Bilder

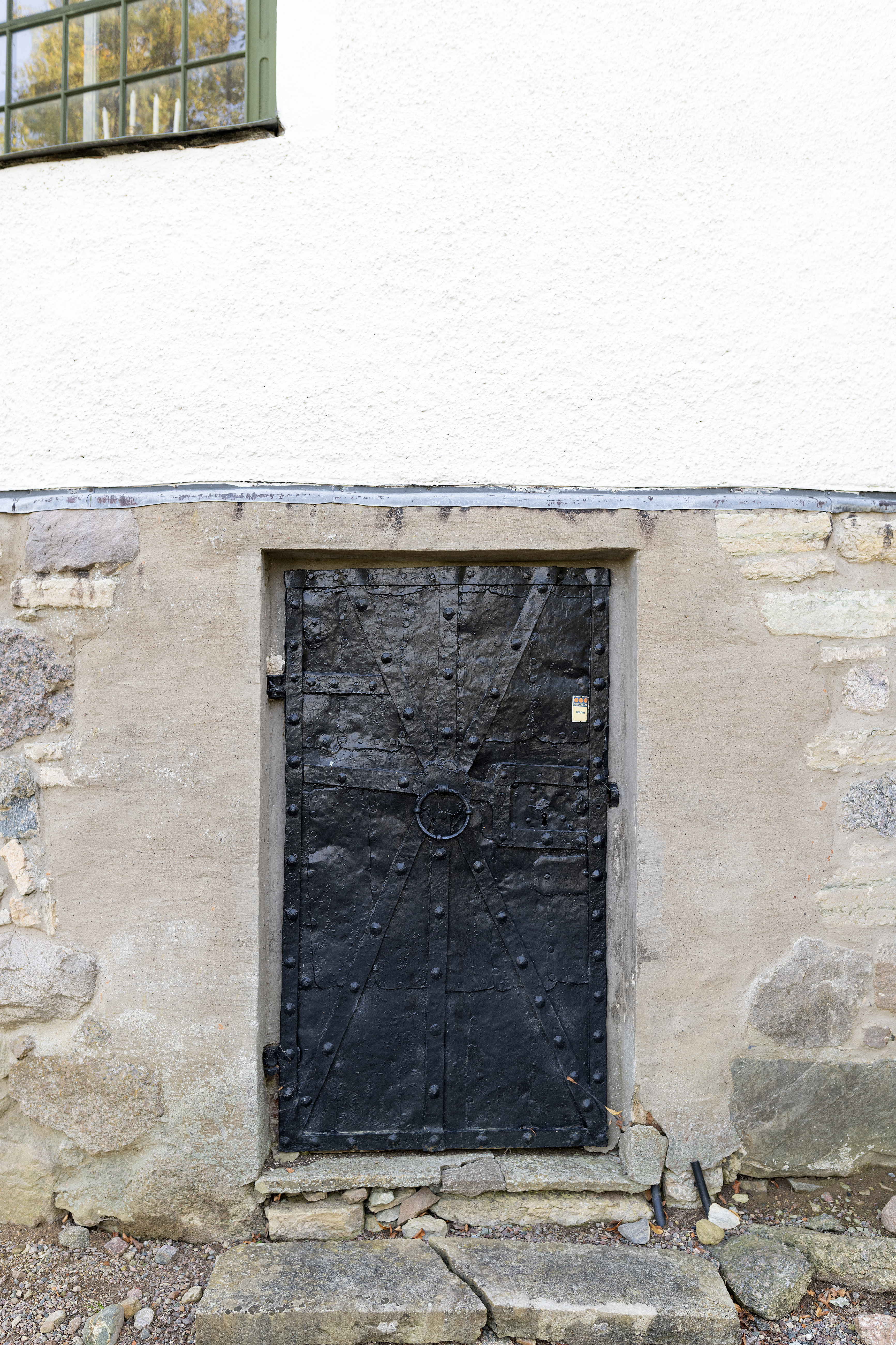
År 2020
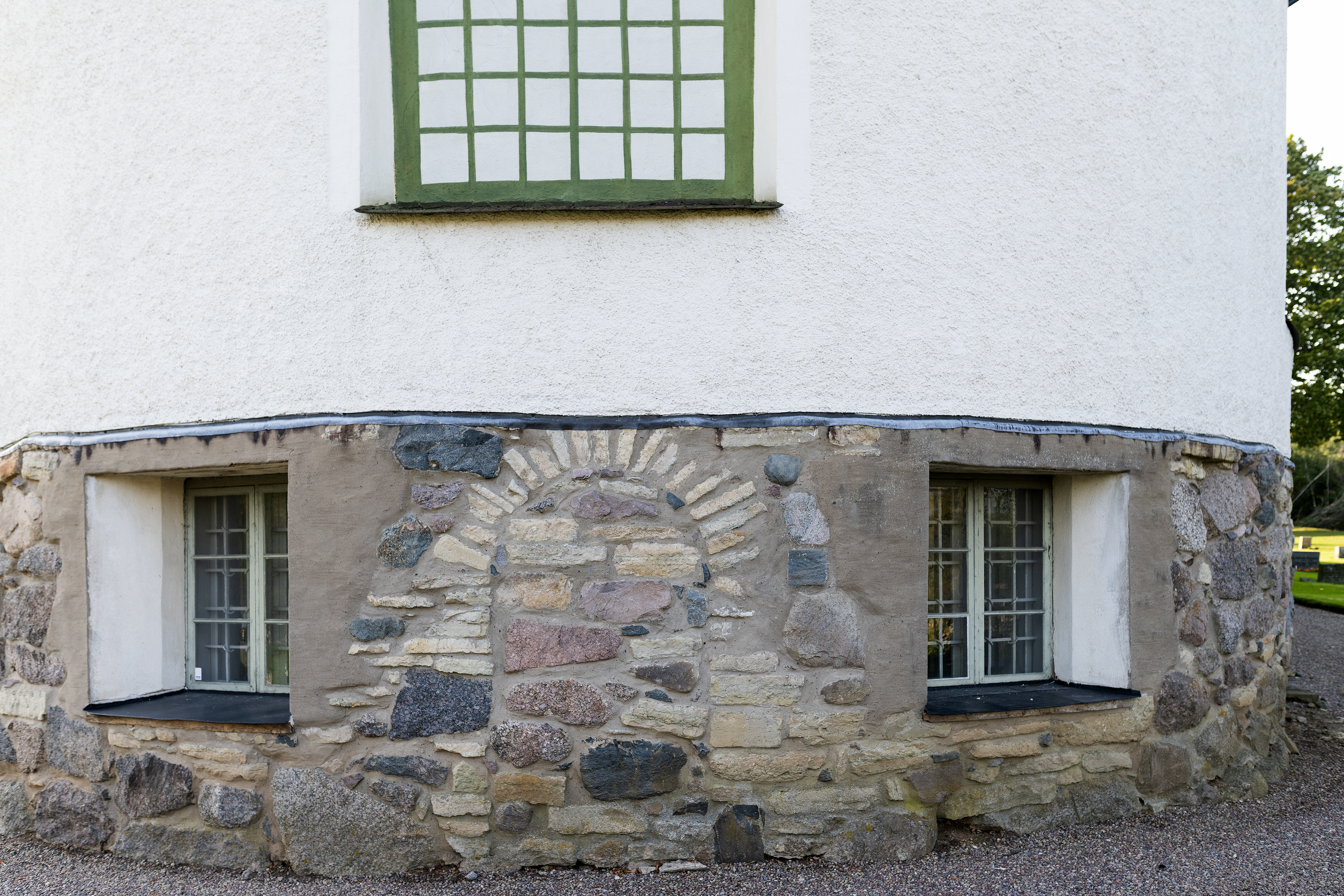
År 2020
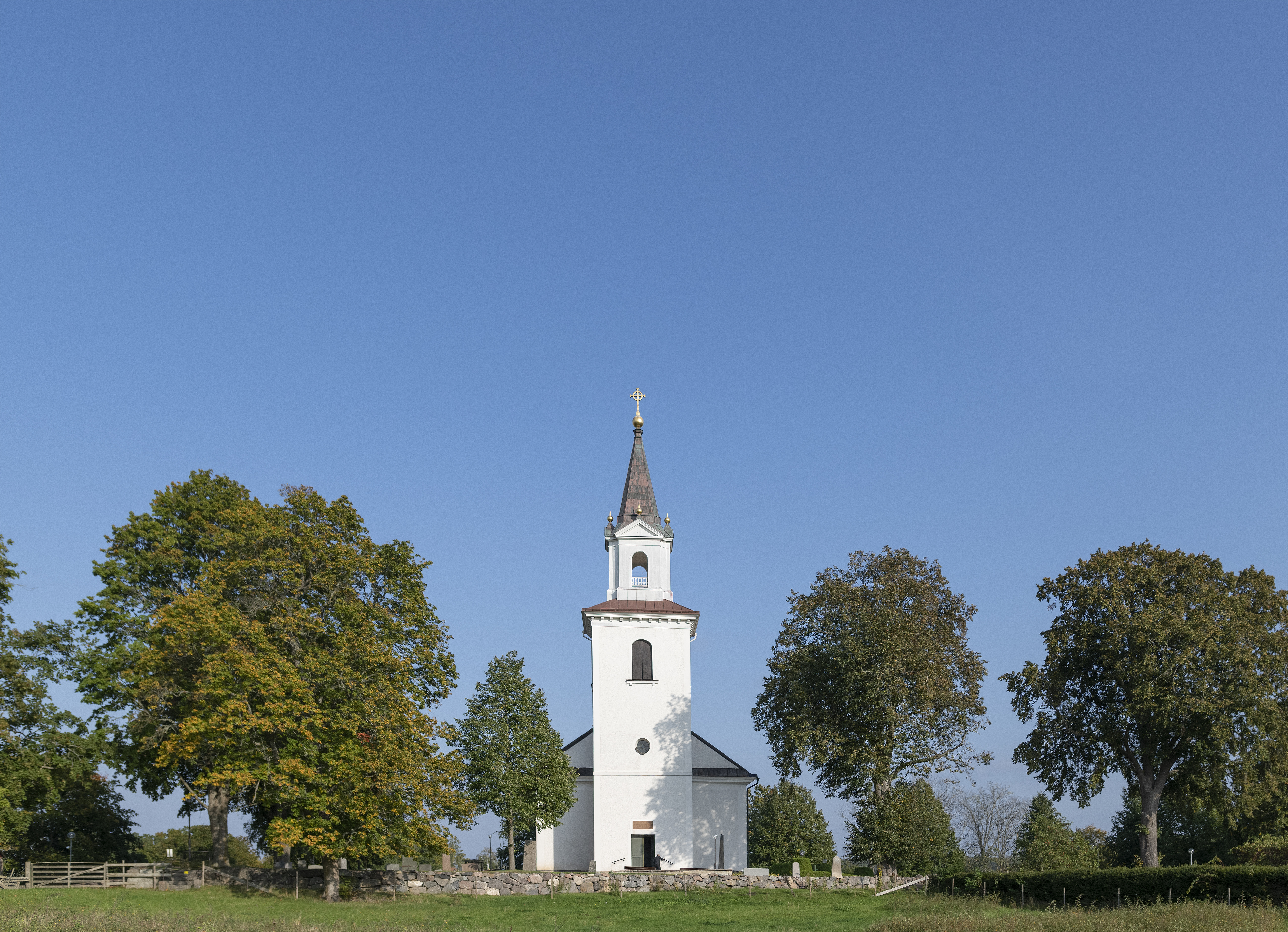
År 2020
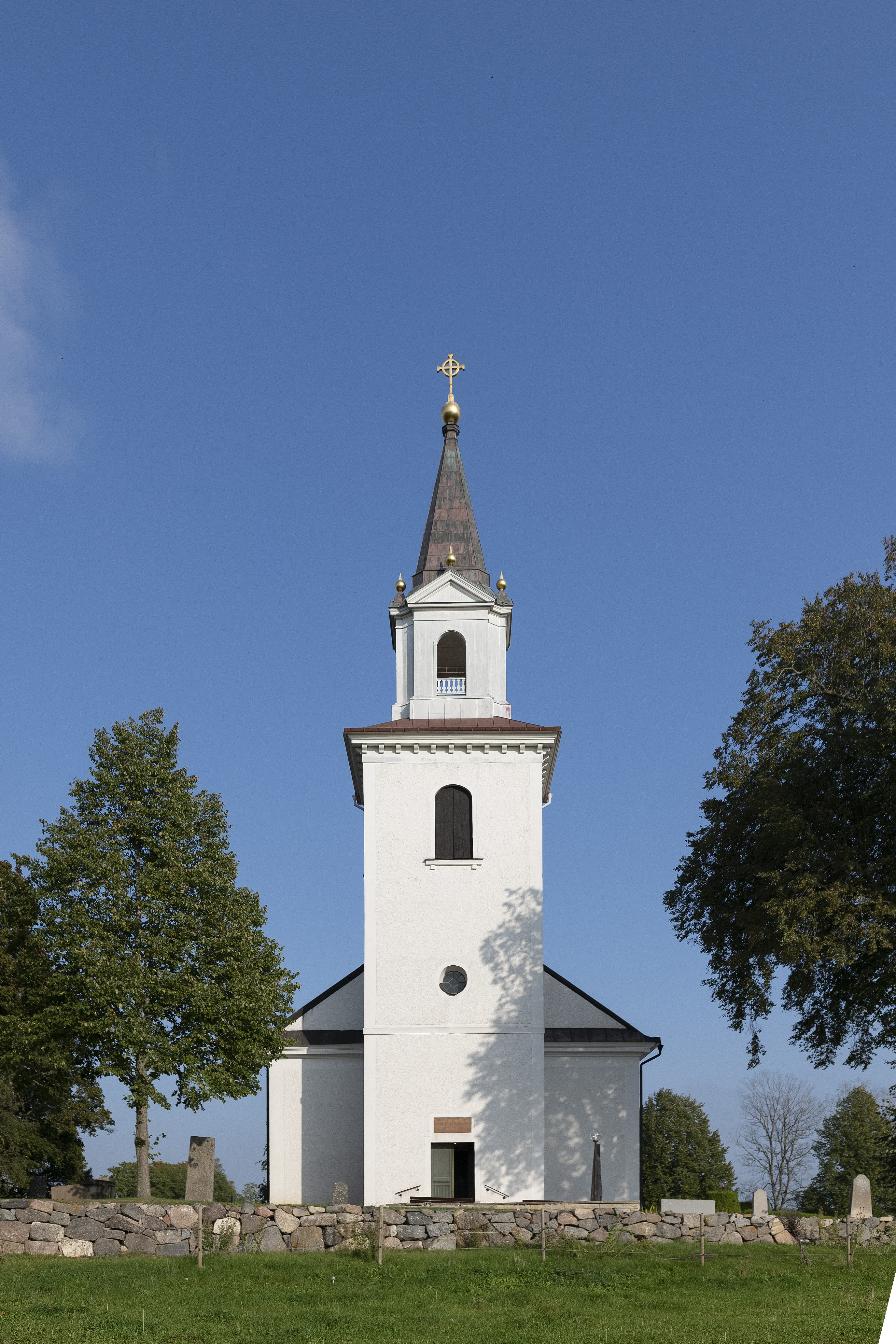
År 2020
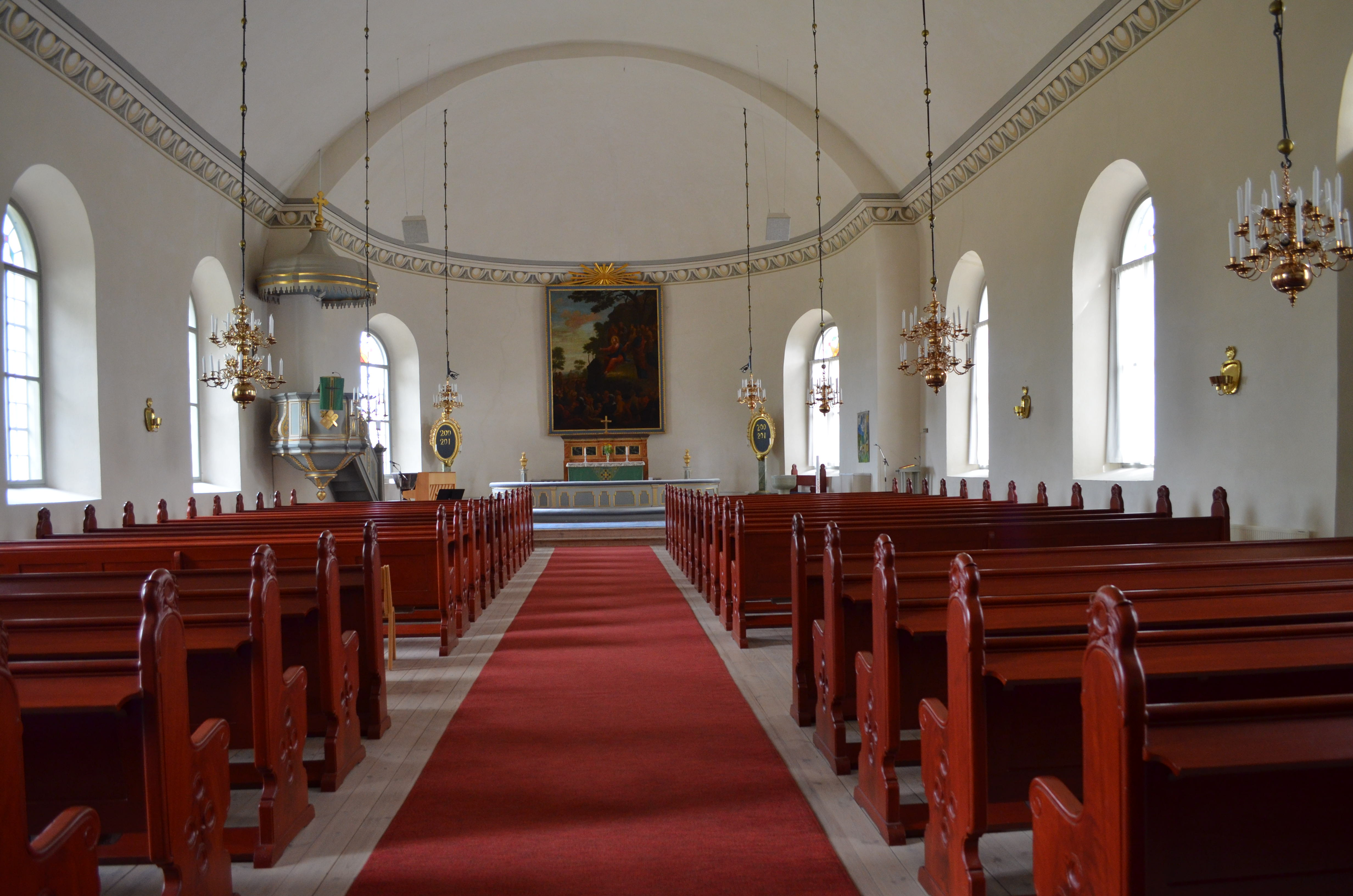
Törnevalla kyrkas kyrksal
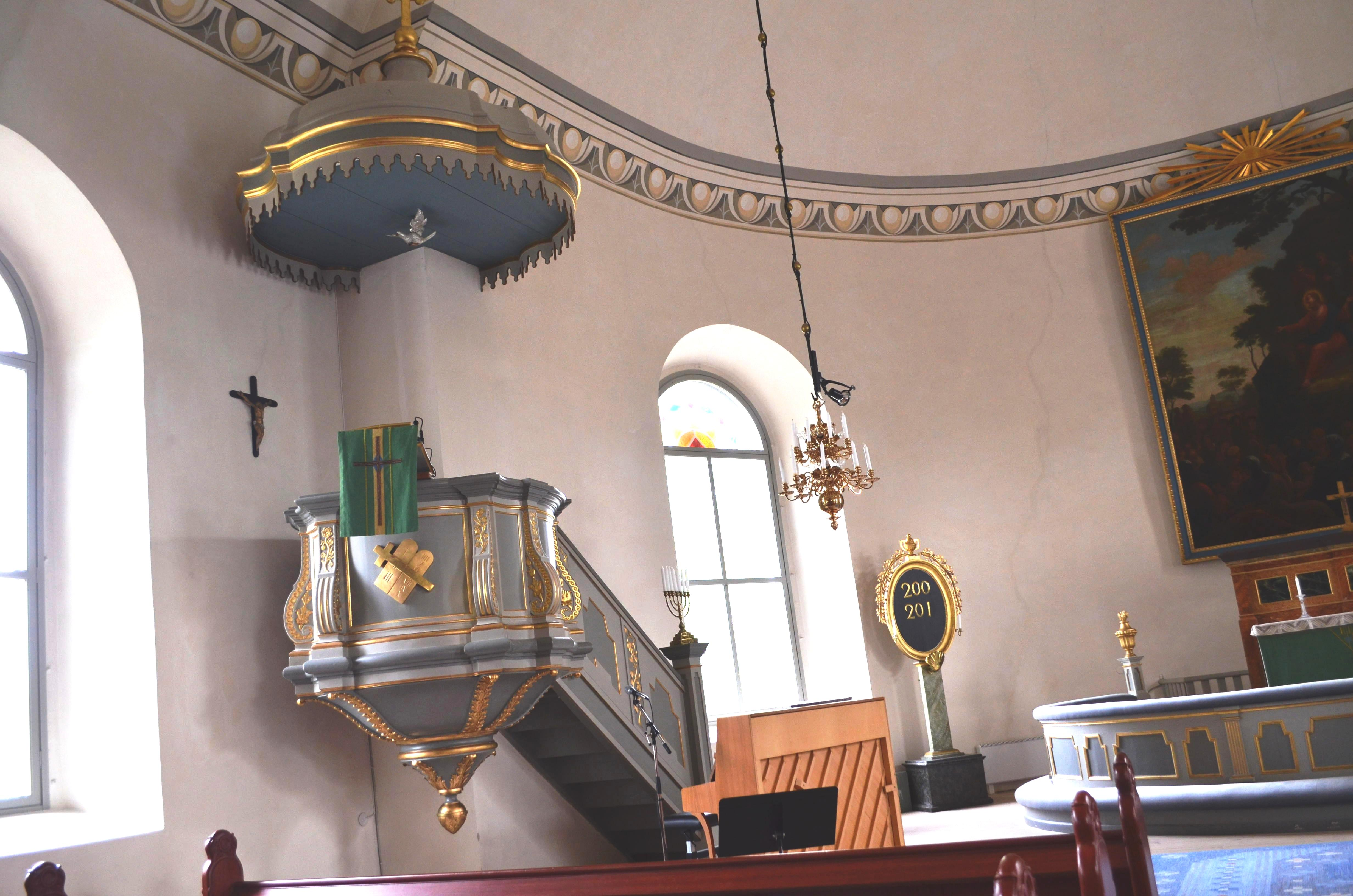
Törnevalla kyrkas predikstol
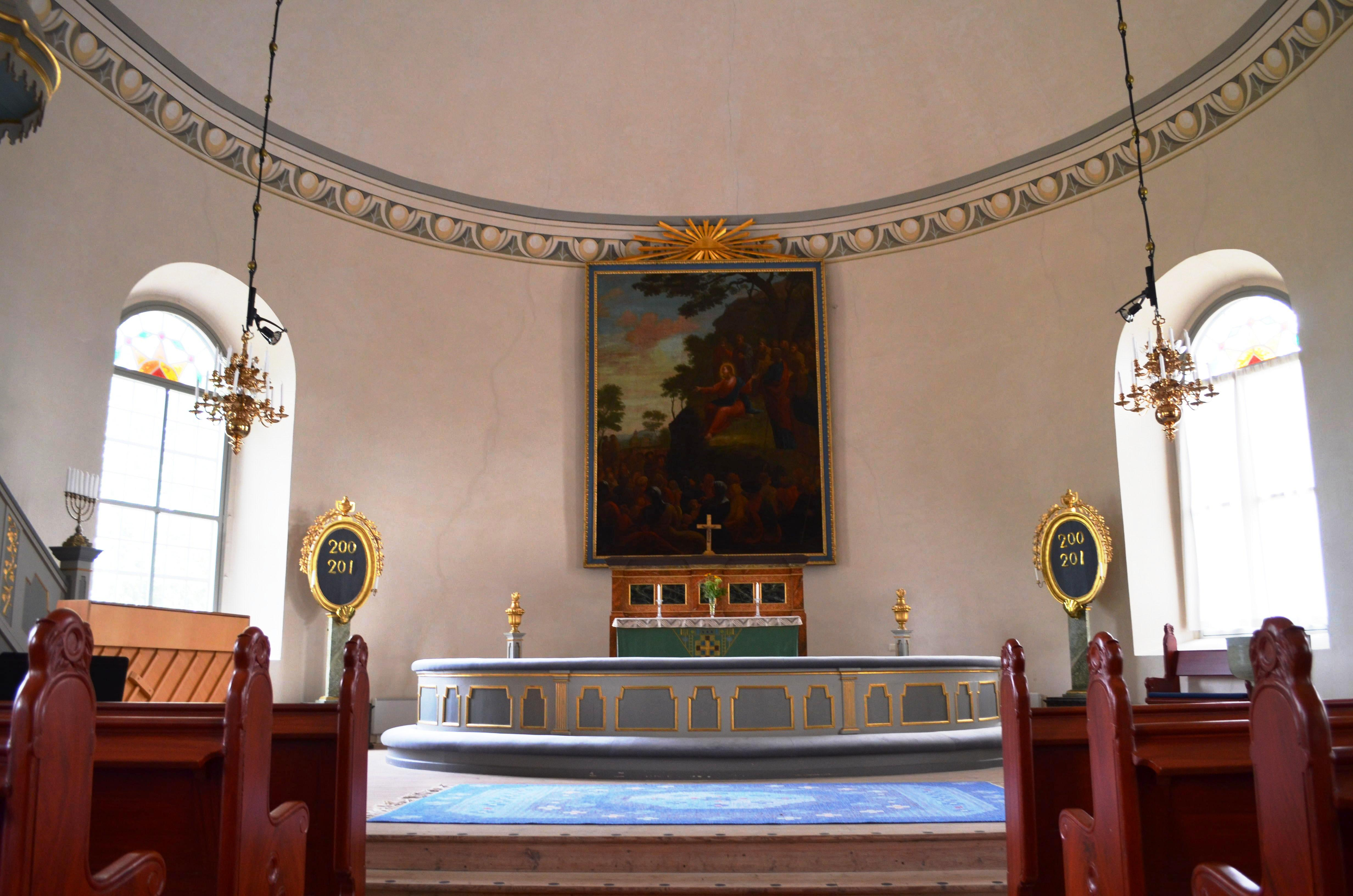
Törnevalla kyrkas altare
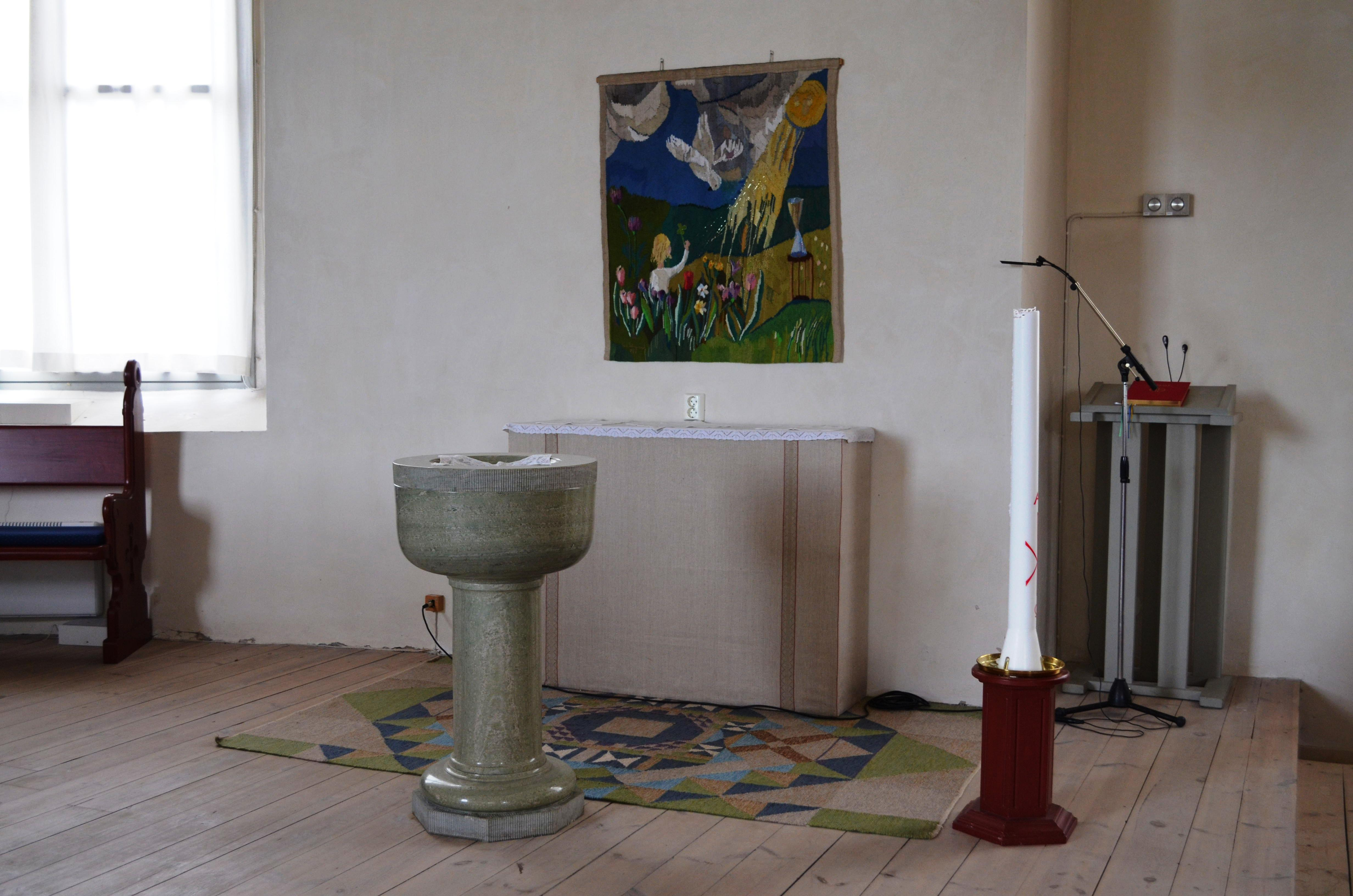
Törnevalla kyrkas Törnevalla kyrkas dopfunt
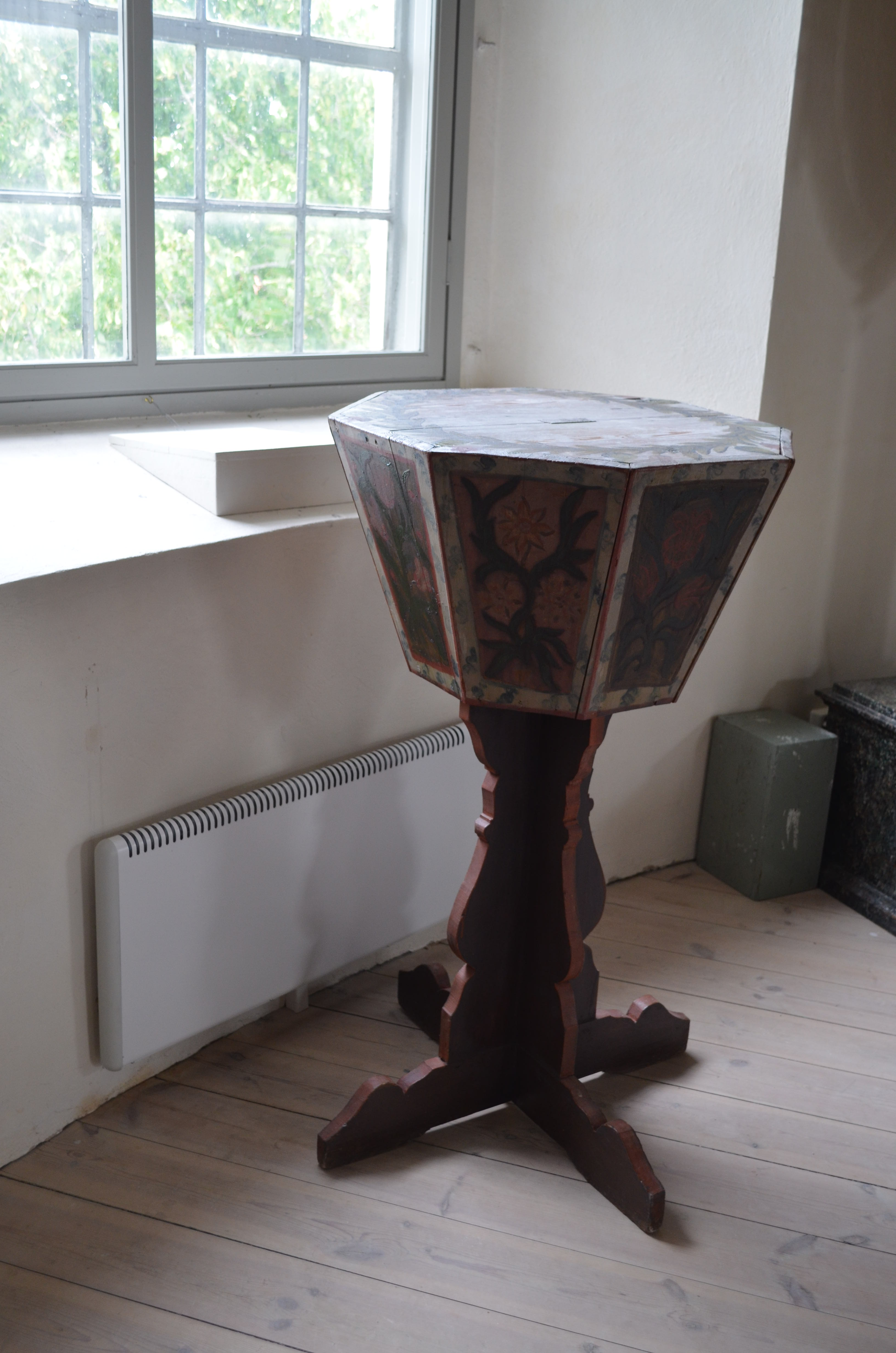
Törnevalla kyrkas andra dopfunt
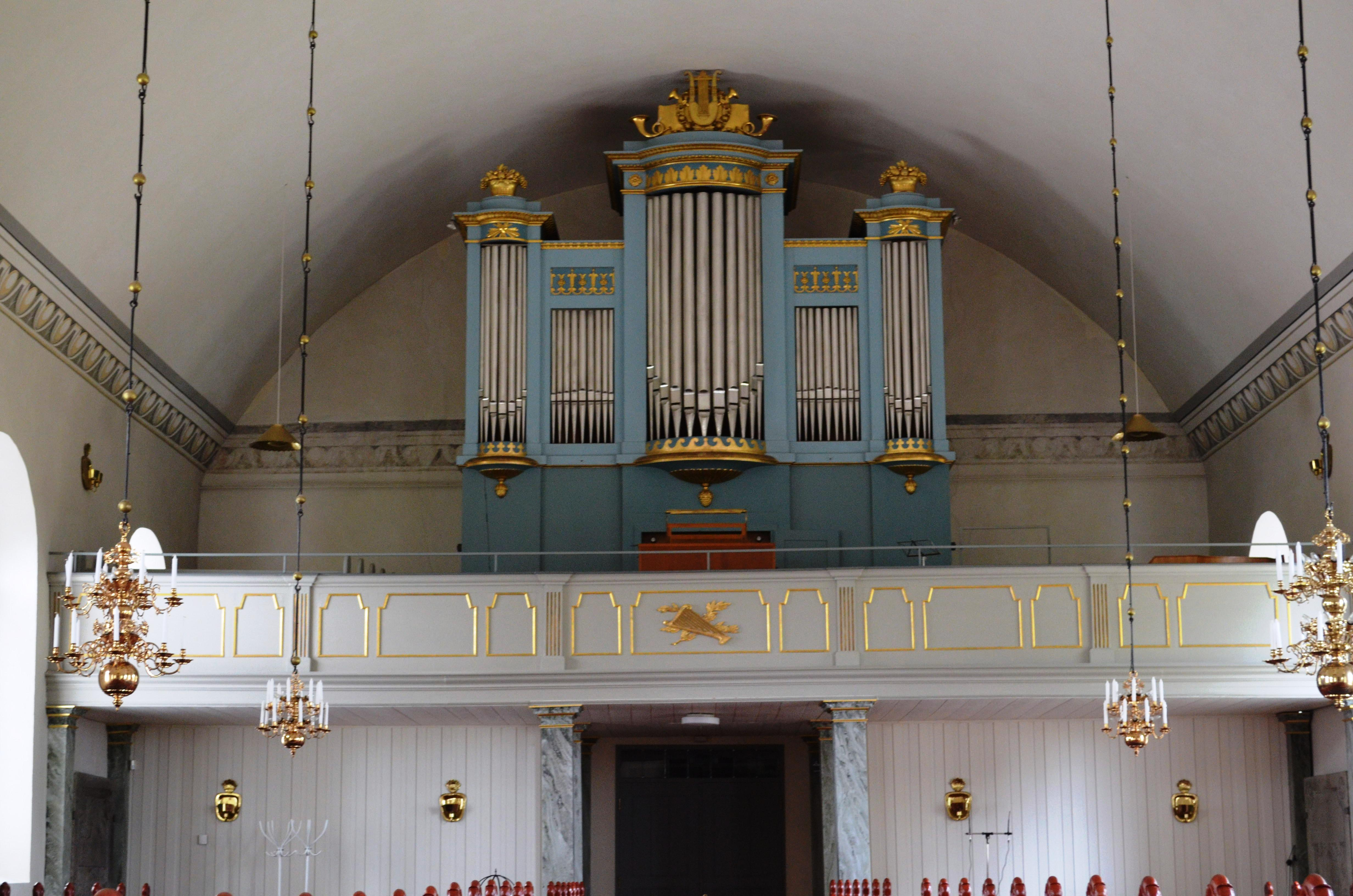
Törnevalla kyrkas orgelläktare

## Runstenar

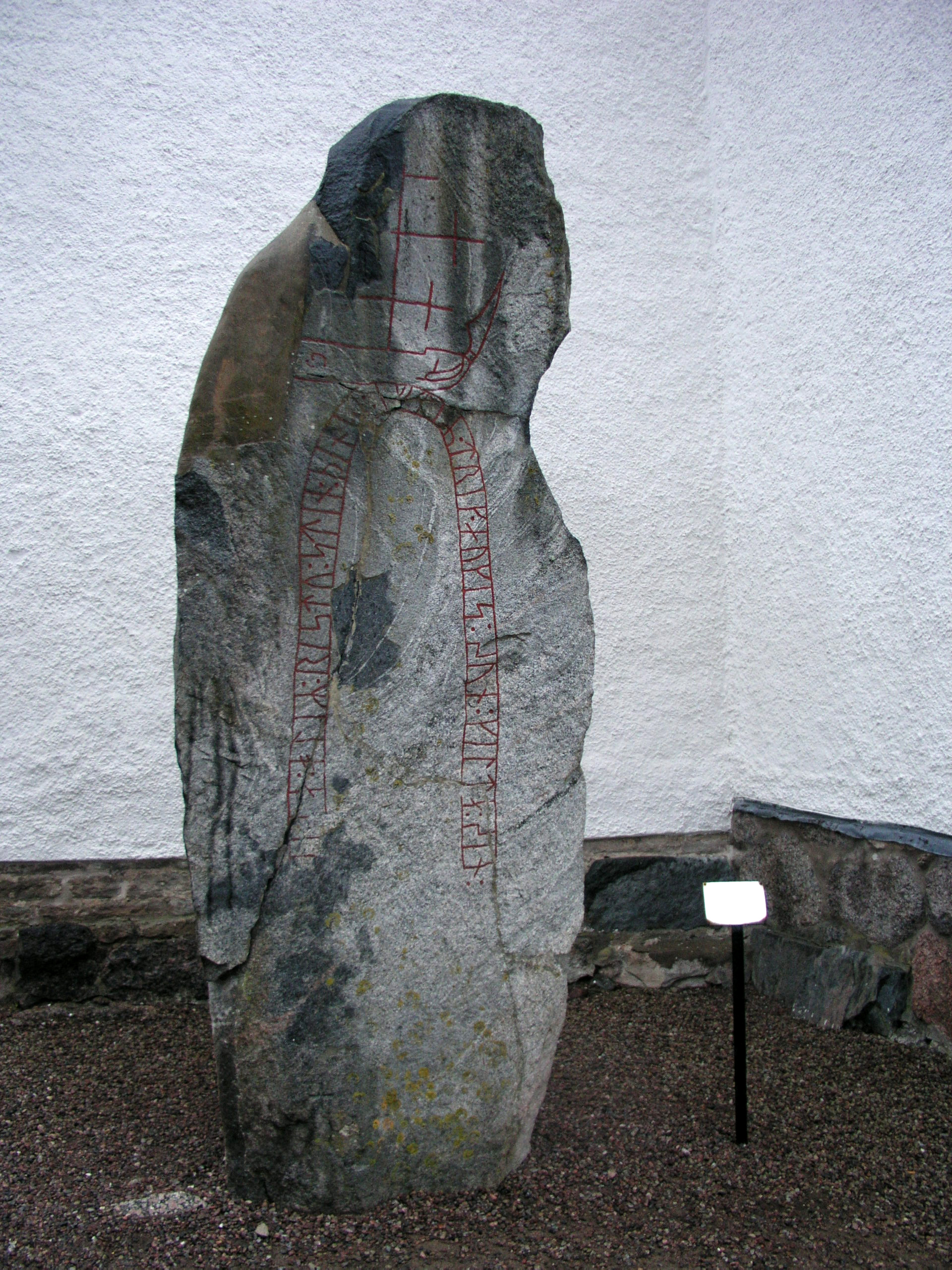
Runstenen vid tornet

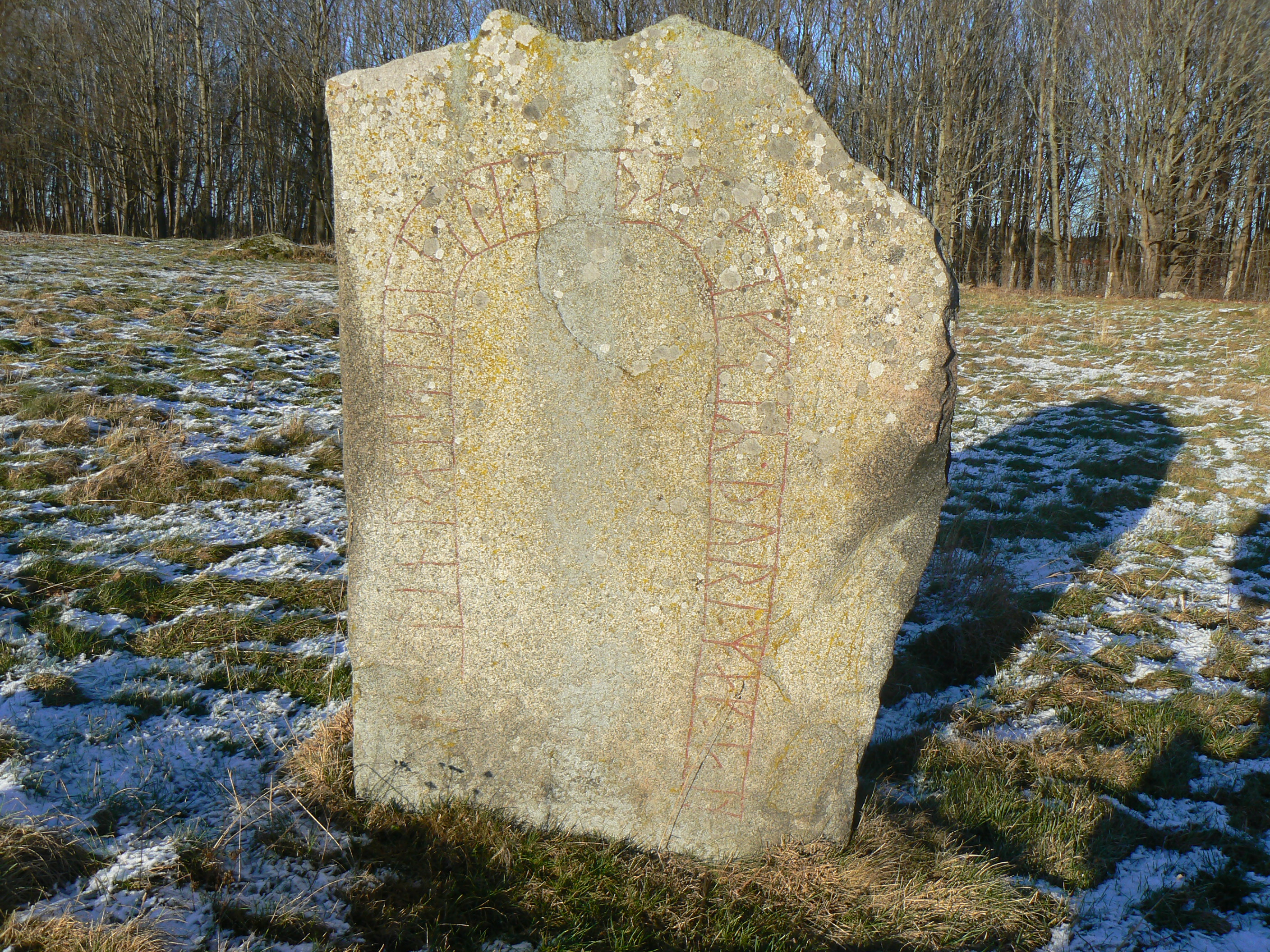
Runstenen väster om kyrkogården

Fyra runstenar har genom åren påträffats i eller vid Törnevalla kyrka. Av dessa finns två kvar i kyrkans omedelbara närhet. Utanför kyrkan, omedelbart söder om tornet, står en runsten, benämnd Östergötlands runinskrifter MÖLM1960;230, som återfanns 1960 i torngrunden. På stenen kan man skönja bilden av ett skepp. Den fragmentariska inskriften lyder: ... reste denna sten efter Dräng Ögers (?) son, sin gillebroder. Stenen är daterad till tiohundratalet och skall vara en av endast tre kända runstenar som nämner gillen. På ett fält väster om kyrkogården står den andra av de två, vilken bär inskriften Torsten reste stenen efter Tore, sin måg. Den betecknas Östergötlands runinskrifter 223 och är i likhet med ovan beskrivna sten vikingatida.
Av de övriga två Törnevallastenarna har den ena, Östergötlands runinskrifter 221, flyttats till det gamla gravfältet vid Reva på andra sidan landsvägen. Den andra, benämnd Östergötlands runinskrifter 222, var länge endast känd från äldre avbildningar, men på 1960-talet hittades ett fragment av denna i den västra delen av kyrkogårdsmuren, där det ännu finns. Stenen omtalar en man vid namn Fartegn.